# Automeris euryopa
Automeris euryopa é uma espécie de mariposa do gênero Automeris, da família Saturniidae.